# Cestrum tomentosum
Cestrum tomentosum är en potatisväxtart som beskrevs av Carl von Linné d.y.. Cestrum tomentosum ingår i släktet Cestrum och familjen potatisväxter. Inga underarter finns listade i Catalogue of Life.